# Région de Bernina
Pour les articles homonymes, voir Bernina.
La région de Bernina est une région du canton des Grisons en Suisse. 
Elle remplace depuis le 1er janvier 2016 le district de Bernina, dont elle reprend le périmètre.

## Communes
| Nom       | N° OFS | Population (décembre 2022) |
| --------- | ------ | -------------------------- |
| Brusio    | 3551   | +001 124,                  |
| Poschiavo | 3561   | +003 460,                  |
| Total     | Total  | +004 584,                  |